# Kajsa Vickhoff Lie
Kajsa Vickhoff Lie (Oslo, 20 giugno 1998) è una sciatrice alpina norvegese.

## Biografia
Attiva in gare FIS dal dicembre del 2014, Kajsa Vickhoff Lie ha debuttato in Coppa Europa il 7 dicembre 2015 partecipando allo slalom gigante di Trysil e piazzandosi 26ª. L'esordio in Coppa del Mondo è avvenuto il 21 gennaio 2017 nella discesa libera di Garmisch-Partenkirchen, nella quale non si è qualificata.
Nel 2018 ai Mondiali juniores che si sono disputati a Davos ha vinto la medaglia d'oro nel supergigante e nella discesa libera e l'argento nella gara a squadre. Il 9 dicembre 2016 ha conquistato il suo primo podio di Coppa Europa, giungendo 2ª nel supergigante di Kvitfjell, mentre la prima vittoria l'ha ottenuta un anno dopo, il 9 dicembre 2017, nel supergigante disputato nella medesima località. Ai Mondiali di Åre 2019, suo esordio iridato, è stata 19ª nella discesa libera, 13ª nel supergigante e 7ª nella combinata.
Il 30 gennaio 2021 ha conquistato a Garmisch-Partenkirchen in supergigante il primo podio in Coppa del Mondo (2ª) e ai successivi Mondiali di Cortina d'Ampezzo 2021 si è piazzata 16ª nella discesa libera, 5ª nel supergigante e non ha completato la combinata. Una settimana dopo, un grave incidente nel supergigante di Coppa del Mondo svoltosi al Passo San Pellegrino le ha fatto finire anzitempo la stagione e perdere anche tutta quella successiva. Rientrata alla gare nella stagione 2022-2023, ai Mondiali di Courchevel/Méribel 2023 ha vinto la medaglia di bronzo nel supergigante, è stata 15ª nella discesa libera e non ha completato la combinata; il 4 marzo successivo ha conquistato la prima vittoria in Coppa del Mondo, nella discesa libera disputata a Kvitfjell. Ai Mondiali di Saalbach-Hinterglemm 2025 ha nuovamente vinto la medaglia di bronzo nel supergigante e si è classificata 14ª nella discesa libera e 16ª nello slalom gigante.

## Palmarès

### Mondiali
- 2 medaglie:
  - 2 bronzi (supergigante a Courchevel/Méribel 2023; supergigante a Saalbach-Hinterglemm 2025)

### Mondiali juniores
- 3 medaglie:
  - 2 ori (discesa libera, supergigante a Davos 2018)
  - 1 argento (gara a squadre a Davos 2018)

### Coppa del Mondo
Miglior piazzamento in classifica generale: 14ª nel 2024 e nel 2025
- 8 podi (3 in discesa libera, 5 in supergigante):
  - 1 vittoria (in discesa libera)
  - 6 secondi posti (2 in discesa libera, 4 in supergigante)
  - 1 terzo posto (in supergigante)

#### Coppa del Mondo - vittorie
| Data         | Località  | Paese    | Specialità |
| ------------ | --------- | -------- | ---------- |
| 4 marzo 2023 | Kvitfjell | Norvegia | DH         |

Legenda:

DH = discesa libera

### Coppa Europa
- Miglior piazzamento in classifica generale: 16ª nel 2018
- 2 podi:
  - 1 vittoria
  - 1 secondo posto

#### Coppa Europa - vittorie
| Data            | Località  | Paese    | Specialità |
| --------------- | --------- | -------- | ---------- |
| 9 dicembre 2017 | Kvitfjell | Norvegia | SG         |

Legenda:

SG = supergigante

### South American Cup
- Miglior piazzamento in classifica generale: 21ª nel 2019
- 1 podio:
  - 1 vittoria

#### South American Cup - vittorie
| Data             | Località    | Paese | Specialità |
| ---------------- | ----------- | ----- | ---------- |
| 1 settembre 2018 | El Colorado | Cile  | GS         |

Legenda:

GS = slalom gigante

### Campionati norvegesi
- 13 medaglie:
  - 5 ori (discesa libera, combinata nel 2019; discesa libera, supergigante nel 2024; supergigante nel 2025)
  - 4 argenti (discesa libera nel 2016; slalom parallelo nel 2018; supergigante nel 2019; discesa libera nel 2025)
  - 4 bronzi (supergigante, combinata nel 2016; supergigante nel 2018; slalom gigante nel 2024)